# 1995 VW1
1995 VW1 är en asteroid i huvudbältet som upptäcktes den 4 november 1995 av Beijing Schmidt CCD Asteroid Program vid Xinglong-observatoriet.
Asteroiden har en diameter på ungefär 4 kilometer.